# Club Baloncesto Ciudad de Huelva
Il Club Baloncesto Ciudad de Huelva è stato una squadra di pallacanestro militante nella Liga Adecco LEB Plata. I suoi colori ufficiali sono il bianco e l'azzurro.
Fondato nel luglio del 1996, raccolse l'eredità dell'ex Club Huelva 76. Nella stagione 1996-97 entrò a far parte della Liga LEB, mentre in quella del 1997-1998 debuttò in Liga ACB. In quella stagione perse la gara di playout per evitare la retrocessione in gara-5 contro il CB Granada. Nel corso della sua storia cambiò due volte denominazione, prima Caja Huelva e poi Monte Huelva a causa delle sponsorizzazioni. Il suo primo campo di gioco è stato l'Andrés Estrada, per poi divenire il Palacio de los Deportes.

## Palmarès
- Liga LEB: 1

1996-1997